# Eiskunstlauf-Weltmeisterschaften 1948
Die 39. Eiskunstlauf-Weltmeisterschaften 1948 fanden vom 11. bis 15. Februar 1948 in Davos (Schweiz) statt.
Athleten aus Deutschland und Japan waren auch vom zweiten Turnier nach dem Zweiten Weltkrieg ausgeschlossen. Mit dem Sieg von Richard Button, dem ersten Sieg eines US-Amerikaners bei einer Weltmeisterschaft, begann eine zwölfjährige Dominanz der US-Amerikaner in der Herrenkonkurrenz.

## Ergebnisse

### Herren
| Platz | Sportler             | Land                   |
| ----- | -------------------- | ---------------------- |
| 1     | Richard Button       | Vereinigte Staaten     |
| 2     | Hans Gerschwiler     | Schweiz                |
| 3     | Ede Király           | Ungarn                 |
| 4     | John Lettengarver    | Vereinigte Staaten     |
| 5     | James Grogan         | Vereinigte Staaten     |
| 6     | Graham Sharp         | Vereinigtes Königreich |
| 7     | Helmut Seibt         | Österreich             |
| 8     | Hellmut May          | Österreich             |
| 9     | Wallace Diestelmeyer | Kanada                 |
| 10    | Vladislav Čáp        | Tschechoslowakei       |
| 11    | Fernand Leemans      | Belgien                |
| 12    | Zděnek Fikar         | Tschechoslowakei       |
| 13    | Per Cock-Clausen     | Dänemark               |
|       | Edi Rada (Z)         | Österreich             |

- Z = Zurückgezogen

Punktrichter waren:
- Adolf Rosdol  Österreich
- A. Voordeckers  Belgien
- Melville Rogers  Kanada
- Vladimir Koudelka  Tschechoslowakei
- H. Meistrup  Dänemark
- H. M. Martineau  Vereinigtes Königreich
- Marcel Vadas  Ungarn
- H. Storke  Vereinigte Staaten
- E. Kirchhofer  Schweiz

### Damen
| Platz | Sportlerin            | Land                   |
| ----- | --------------------- | ---------------------- |
| 1     | Barbara Ann Scott     | Kanada                 |
| 2     | Eva Pawlik            | Österreich             |
| 3     | Jiřina Nekolová       | Tschechoslowakei       |
| 4     | Jeannette Altwegg     | Vereinigtes Königreich |
| 5     | Alena Vrzáňová        | Tschechoslowakei       |
| 6     | Yvonne Sherman        | Vereinigte Staaten     |
| 7     | Martha Bachem         | Österreich             |
| 8     | Bridget Shirley Adams | Vereinigtes Königreich |
| 9     | Andrea Kékesy         | Ungarn                 |
| 10    | Dagmar Lerchová       | Tschechoslowakei       |
| 11    | Mária Saáry           | Ungarn                 |
| 12    | Marilyn Ruth Take     | Kanada                 |
| 13    | Suzanne Morrow        | Kanada                 |
| 14    | Maja Hug              | Schweiz                |
| 15    | Marion Davies         | Vereinigtes Königreich |
| 16    | Barbara Wyatt         | Vereinigtes Königreich |
| 17    | Beryl Bailey          | Vereinigtes Königreich |
| 18    | Jacqueline du Bief    | Frankreich             |
| 19    | Jill Hood-Linzee      | Vereinigtes Königreich |
| 20    | Lotti Höner           | Schweiz                |

Punktrichter waren:
- Hans Meixner  Österreich
- Melville Rogers  Kanada
- K. Zemek  Tschechoslowakei
- Georges Torchon  Frankreich
- Kenneth M. Beaumont  Vereinigtes Königreich
- Elemér Terták  Ungarn
- H. Meistrup  Dänemark
- M. Bernard Fox  Vereinigte Staaten
- A. Winkler  Schweiz

### Paare
| Platz | Sportler                                    | Land                   |
| ----- | ------------------------------------------- | ---------------------- |
| 1     | Micheline Lannoy / Pierre Baugniet          | Belgien                |
| 2     | Andrea Kékesy / Ede Király                  | Ungarn                 |
| 3     | Suzanne Morrow / Wallace Diestelmeyer       | Kanada                 |
| 4     | Karol Kennedy / Peter Kennedy               | Vereinigte Staaten     |
| 5     | Yvonne Sherman / Robert Swenning            | Vereinigte Staaten     |
| 6     | Winifred Silverthorne / Dennis Silverthorne | Vereinigtes Königreich |
| 7     | Marianna Nagy / László Nagy                 | Ungarn                 |
| 8     | Jennifer Nicks / John Nicks                 | Vereinigtes Königreich |
| 9     | Blažena Knittlová / Karel Vosátka           | Tschechoslowakei       |
| 10    | Luny Kuster-Unold / Hans Unold              | Schweiz                |
| 11    | Hertha Ratzenhofer und Emil Ratzenhofer     | Österreich             |
| 12    | Joan Oglivie-Thompson / Robert Thompson     | Vereinigtes Königreich |
| 13    | Susi Giebsch / Helmut Seibt                 | Österreich             |
| 14    | Eliane Steinemann / André Calame            | Schweiz                |
|       | Denise Favart / Jacques Favart (Z)          | Frankreich             |

- Z = Zurückgezogen

Punktrichter waren:
- Rudolf Kaler  Österreich
- A. Voordeckers  Belgien
- Melville Rogers  Kanada
- Vladimir Koudelka  Tschechoslowakei
- Georges Torchon  Frankreich
- Mollie Phillips  Vereinigtes Königreich
- Marcel Vadas  Ungarn
- Harold G. Storke  Vereinigte Staaten
- James Koch  Schweiz

## Medaillenspiegel
| Platz | Land               | Gold | Silber | Bronze | Gesamt |
| ----- | ------------------ | ---- | ------ | ------ | ------ |
| 1     | Kanada             | 1    | –      | 1      | 2      |
| 2     | Belgien            | 1    | –      | –      | 1      |
| 2     | Vereinigte Staaten | 1    | –      | –      | 1      |
| 4     | Ungarn             | –    | 1      | 1      | 2      |
| 5     | Österreich         | –    | 1      | –      | 1      |
| 5     | Schweiz            | –    | 1      | –      | 1      |
| 7     | Tschechoslowakei   | –    | –      | 1      | 1      |